# Contea di Saline (Arkansas)
La contea di Saline, in inglese Saline County, è una contea dello Stato dell'Arkansas, negli Stati Uniti. La popolazione al censimento del 2000 era di 83 529 abitanti. Il capoluogo di contea è Benton.

## Storia
La contea di Saline fu costituita nel 1835.